# 恋ヶ窪スケッチブック
『恋ヶ窪スケッチブック』（こいがくぼスケッチブック）は水原賢治による日本の漫画作品。

## 概要
作者にとって初めての連載作品で、学習研究社の『中学1年コース』1994年4月号から1995年3月号まで連載され、単行本化に際しては各巻ごとに1話の書き下ろしが行なわれた（3話および8話）。
連載に当たって作者はペンネームを平仮名表記のみずはらけんじとしており、単行本でも青磁ビブロス版では平仮名表記だが、大都社版は漢字表記となっている。

## 登場人物
都筑 めぐみ（つづき めぐみ）
本作の主人公で12歳の中学1年生。明朗活発な性格をしている。入学式当日のクラブ説明会での演劇部のパフォーマンスと、部長である吉良の格好良さに感動して、演劇部に入部する。
早川 泰助（はやかわ たいすけ）
めぐみの家の隣に住む幼なじみで同級生。サッカー部に入るはずだったが、めぐみとのサッカー勝負に負けて演劇部に入部する。
姫野 知佳（ひめの ちか）
めぐみの小学校時代からの同級生。泰助に惹かれている。
小峰 公子（こみね こうこ）
めぐみの小学校時代からの同級生。
薬師寺 綾香（やくしじ あやか）
めぐみの同級生で演劇部員。吉良とは親戚で、めぐみからは当初「新井薬師さん」と呼ばれていた。
吉良 知彦（きら ともひこ）
3年生で演劇部の部長。イケメンの眼鏡男子。
上野 洋子（うえの ようこ）
3年生で演劇部の副部長。

## 書誌情報
- みずはらけんじ 『恋ヶ窪スケッチブック』 青磁ビブロス〈カラフルEX[6]〉、全2巻
  1. 1996年1月1日、ISBN 4-88271-437-X
  2. 1996年1月1日、ISBN 4-88271-439-6
- 水原賢治 『恋ヶ窪スケッチブック』 大都社〈Hard comics[7]〉、全1巻
  1. 2000年1月7日、ISBN 4-88653-633-6